# Гаулайтер
Гаулайтер (на немски: Gauleiter) е партийният водач на регионален клон на Нацистката партия или глава на Гау или Райхсгау. Това е вторият най-висок паравоенен чин в Нацистката партия, подчинен единствено на райхслайтера и на фюрера. През Втората световна война, рангът гаулайтер се е давал единствено пряко от Адолф Хитлер.

## Създаване и ранно използване
Първото използване на термина гаулайтер от Нацистката партия е от 1925 г., след като Адолф Хитлер възобновява партията след проваления Бирен пуч. Името произлиза от немската дума Gau и Leiter („водач“). Думата Gau (Гау) е стар термин за регион от германския Райх. Франкската империя и Свещената римска империя имат подразделения гау. Тя все още се използва в някои региони на Белгия и Швейцария, както и в съвременните германски провинции Рейнланд-Пфалц, Бавария и Баден-Вюртемберг.
В по-ранните дни, гаулайтер са главите на изборните райони по времето, когато нацистите се опитват да получат политическо представяне във Ваймарската република. През 1928 г. са въведени служители от средно ниво, наречени крайслайтер, които да служат като посредници между гаулайтерите и политическите лидери. През 1930 г., докато нацистите опитват да се организират на национално ниво, гаулайтерите са подчинени на нови служители, наречени ландесинспектор, отговорни за всички нацистки гау в дадена провинция. По това време е създадена стандартна политическа униформа за гаулайтерите.

## Нацистка Германия
През 1933 г., когато Нацистката партия идва на власт, гаулайтер става вторият най-висш паравоенен чин, след райхслайтер. Гаулайтерите стават глави на Гаулайтунг – системата от нацистки политически региони, отразяващи точно немските провинции.
На теория, гаулайтерите функционират като представители на Нацистката партия, които да координират местните събития на партията и да съветват местното правителство. На практика, всеки гаулайтер има неоспорвана власт в неговата зона на отговорност. Законната управа съществува само де юре, но не и де факто. Партийният контрол над цивилната администрация се институциализира, като в много случаи гаулайтерът държи и върховен цивилен административен пост в района си (Райхсщатхалтер в основна Германия или Оберпрезидент в Прусия).
Във всеки Гау има брой Крайсе (окръзи), следвани от Орт (общини). Съществуват и две допълнителни местни подразделения – Блок и Целе, описващи партийни клетки и местни квартали. По това време всички политически лидери носят официални униформи, обозначаващи партийното ниво, на което служи.